# Bao (Orense)
Bao (llamada oficialmente O Vao) es una entidad de población situada en la parroquia de Raigada, del municipio español de Manzaneda, en la provincia de Orense, Galicia.

## Toponimia
La aldea también es conocida por el nombre de O Bao.

## Demografía
| Gráfica de evolución demográfica de Bao entre 2013 y 2022 |
|                                                           |
| Datos según el nomenclátor publicado por el INE.          |